# Baishui, Luxi
Baishui (kinesiska: 白水, 白水镇) är en köping i Kina. Den ligger i provinsen Yunnan, i den sydvästra delen av landet, omkring 130 kilometer öster om provinshuvudstaden Kunming.
Genomsnittlig årsnederbörd är 1 103 millimeter. Den regnigaste månaden är juni, med i genomsnitt 271 mm nederbörd, och den torraste är januari, med 12 mm nederbörd.